# Nele Franz
Nele Franz (* 21. Oktober 1999 in Bielefeld) ist eine deutsche Handballspielerin, die dem Kader des Bundesligisten TuS Metzingen angehört.

## Karriere

### Im Verein
Nele Franz begann im Jahr 2005 das Handballspielen bei der TSG Altenhagen-Heepen. 2013 schloss sie sich der Jugendabteilung der HSG Blomberg-Lippe an. Mit der B-Jugend der HSG Blomberg-Lippe gewann sie 2016 die deutsche Meisterschaft und wurde 2014 deutsche Vizemeisterin. Mit der A-Jugend belegte sie 2015 den 2. Platz sowie 2017 und 2018 den 3. Platz bei der deutschen Meisterschaft. Zudem wurde sie 2017 mit 23 Treffern Torschützenkönigin des Turniers. Franz wurde am 19. November 2016 erstmals in der Bundesliga eingesetzt.
Franz gehörte ab der Saison 2018/19 fest dem Kader der Bundesligamannschaft an. Mit 235 Treffern belegte sie in der Saison 2020/21 den zweiten Platz in der Torschützenliste der Bundesliga. Am 24. September 2021 zog sie sich in einem Bundesligaspiel einen Kreuzbandriss zu. Infolgedessen pausierte sie die restliche Saison. Nachdem Franz zu Beginn der Saison 2022/23 wieder für die HSG Blomberg-Lippe aufgelaufen war, zog sie sich Ende November 2022 einen Meniskusriss zu, woraufhin sie bis Februar 2023 pausieren musste. Nachdem Franz bis zum Saisonende 2022/23 in 20 Spielen 67 Treffer erzielt hatte, wurde bei ihr im Sommer 2023 eine Reruptur des Kreuzbandes festgestellt, die für sie das Saisonaus für die Spielzeit 2023/24 zur Folge hatte. Seit der Saison 2024/25 läuft sie für den Bundesligisten TuS Metzingen auf.

### In Auswahlmannschaften
Nele Franz nahm mit der deutschen Jugendnationalmannschaft am Europäischen Olympischen Sommer-Jugendfestival 2015, an der U-18-Weltmeisterschaft 2016 sowie an der U-20-Weltmeisterschaft 2018 teil.
Franz ist seit dem 1. November 2018 Mitglied der Handball-Sportfördergruppe der Bundeswehr. Franz bestritt am 17. April 2021 ihr Debüt für die deutsche Nationalmannschaft gegen Portugal. Kurz darauf wurde sie zur Spielerin der Saison 2020/21 in der HBF gekürt.

## Sonstiges
Ihr Vater Ingo Franz spielte Handball in der 2. Bundesliga.